# Chorzów Batory
Chorzów Bigate (trước đây là Hajduki Wielkie) là một quận của thành phố Chorzów của Ba Lan, ở Silesian Voivodeship. Cho đến đầu năm 1939, nó là một đô thị riêng biệt. Một trong những câu lạc bộ bóng đá nổi tiếng nhất ở Ba Lan, Ruch Chorzów, có trụ sở tại đây.

## Lịch sử
Khu định cư Hajduki được thành lập vào cuối thế kỷ 16 hoặc đầu thế kỷ 17 khi khu vực địa phương thuộc chế độ quân chủ Habsburg. Trong Chiến tranh kế vị Áo, hầu hết Silesia đã bị Vương quốc Phổ chinh phục, bao gồm cả ngôi làng. Năm 1873, nhà máy thép Bismarckhütte đã được khai trương (năm 1933 đổi tên thành uta Huta Bigate) và các cơ sở công nghiệp khác, cũng như sự gia tăng dân số theo sau. Trong những năm 1898-1901, nhà thờ Công giáo La Mã Saint Mary được xây dựng, một vị trí của một giáo xứ riêng biệt kể từ năm 1908. Năm 1903, hai đô thị Hajduki Dolne (Nieder-Heiduk) i Hajduki Górne (Ober-Heiduk) đã được gia nhập để thành lập đô thị Bismarckhütte. Sau Thế chiến I, lãnh thổ trở nên tranh chấp giữa Đức và Ba Lan và chứng kiến ba cuộc nổi dậy của người Silesian và plebiscite sau đó khu định cư trở thành một phần của Ba Lan. Sự thay đổi chính thức của tên từ Bismarckhütte thành Hajduki Wielkie diễn ra vào ngày 19 tháng 6 năm 1922. Thành phố này được sáp nhập với thị trấn Chorzów vào ngày 1 tháng 4 năm 1939.

## Hình ảnh

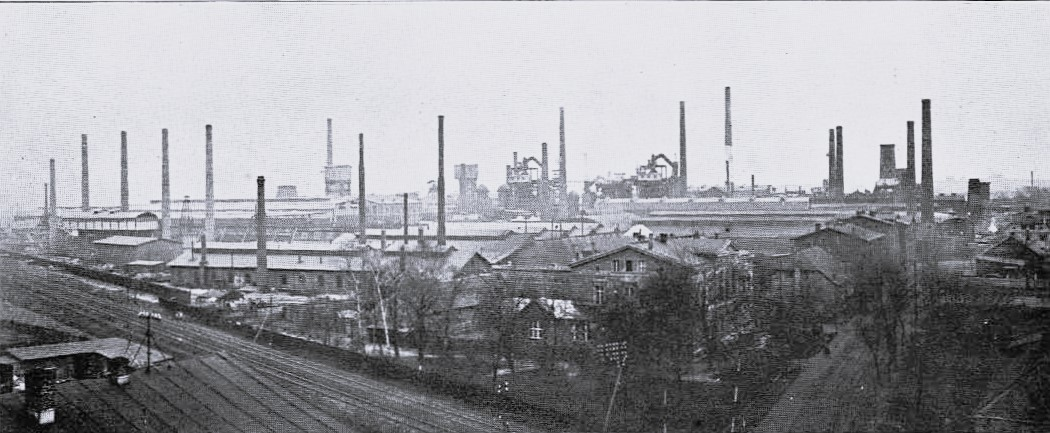
Nhà máy thép của Bismarck năm 1908
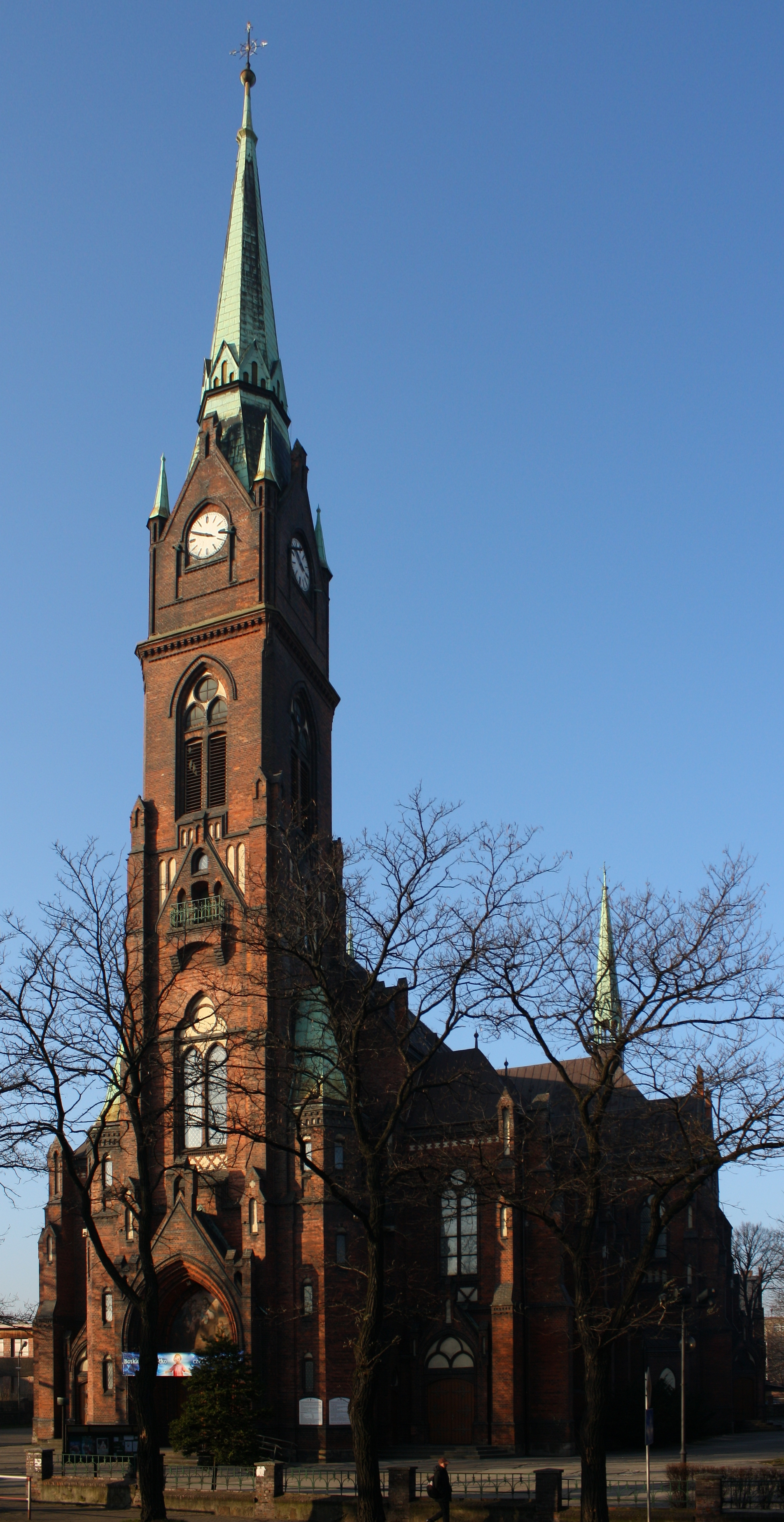
Nhà thờ thánh Mary
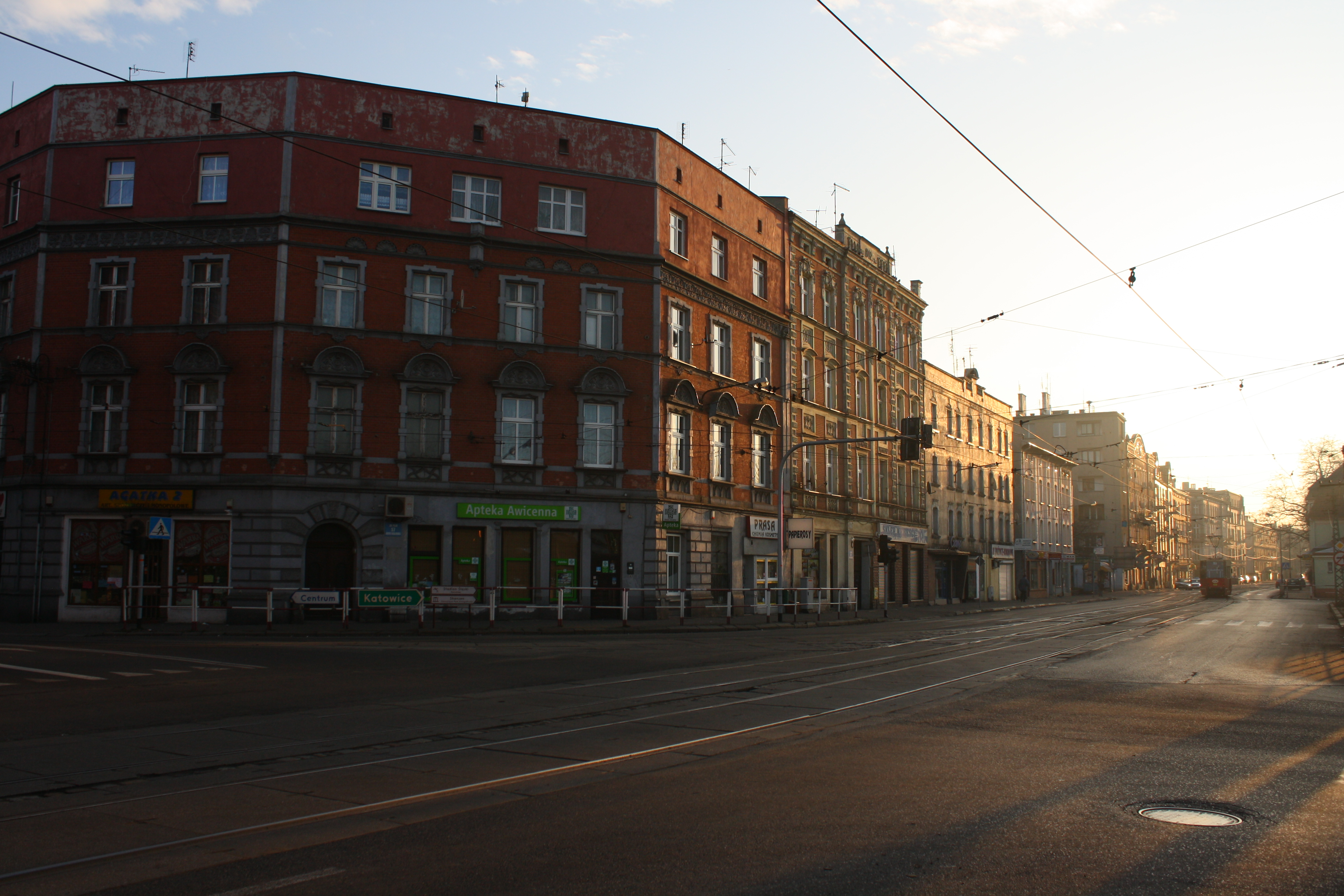
Đường Armia Krajowa
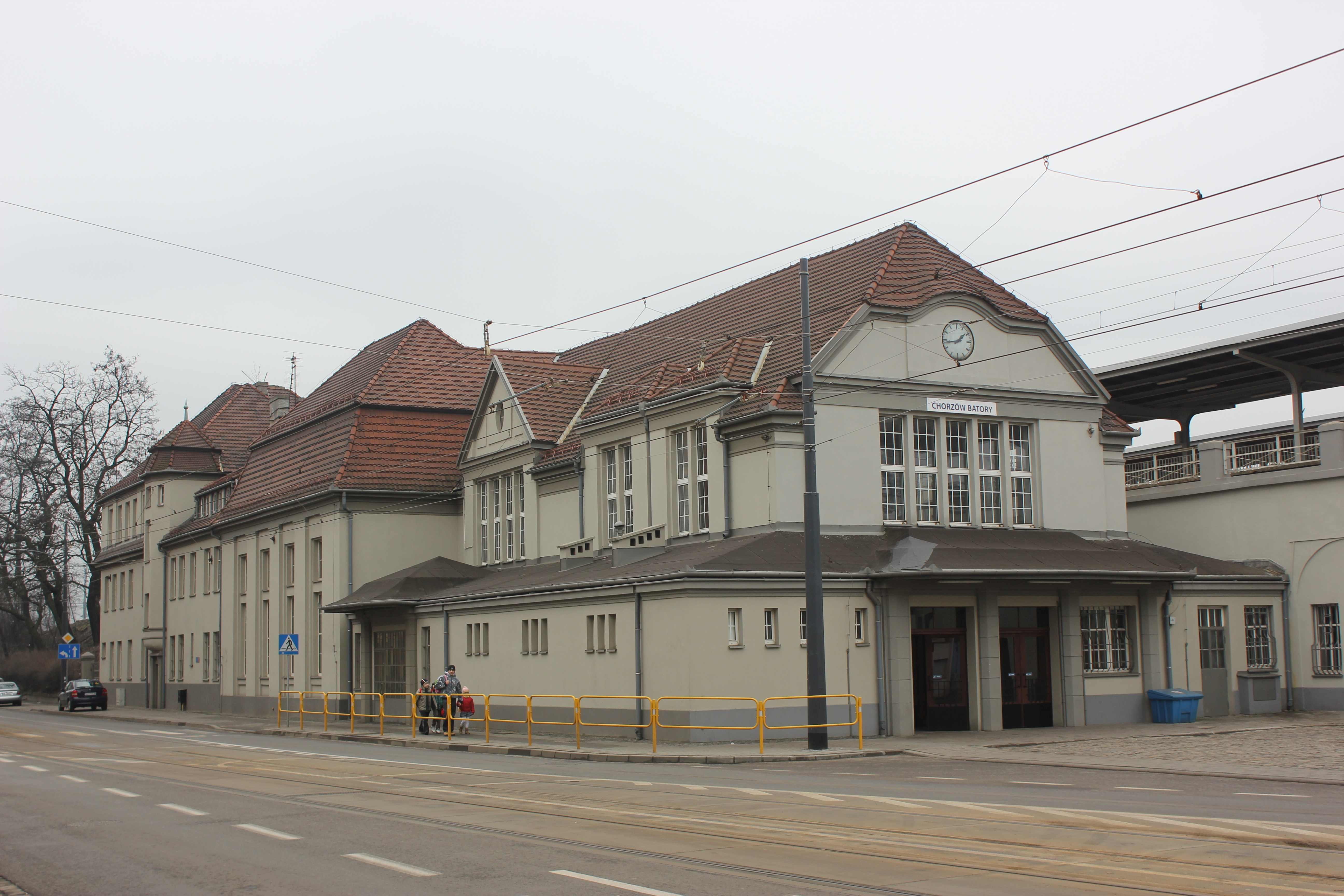
Ga xe lửa
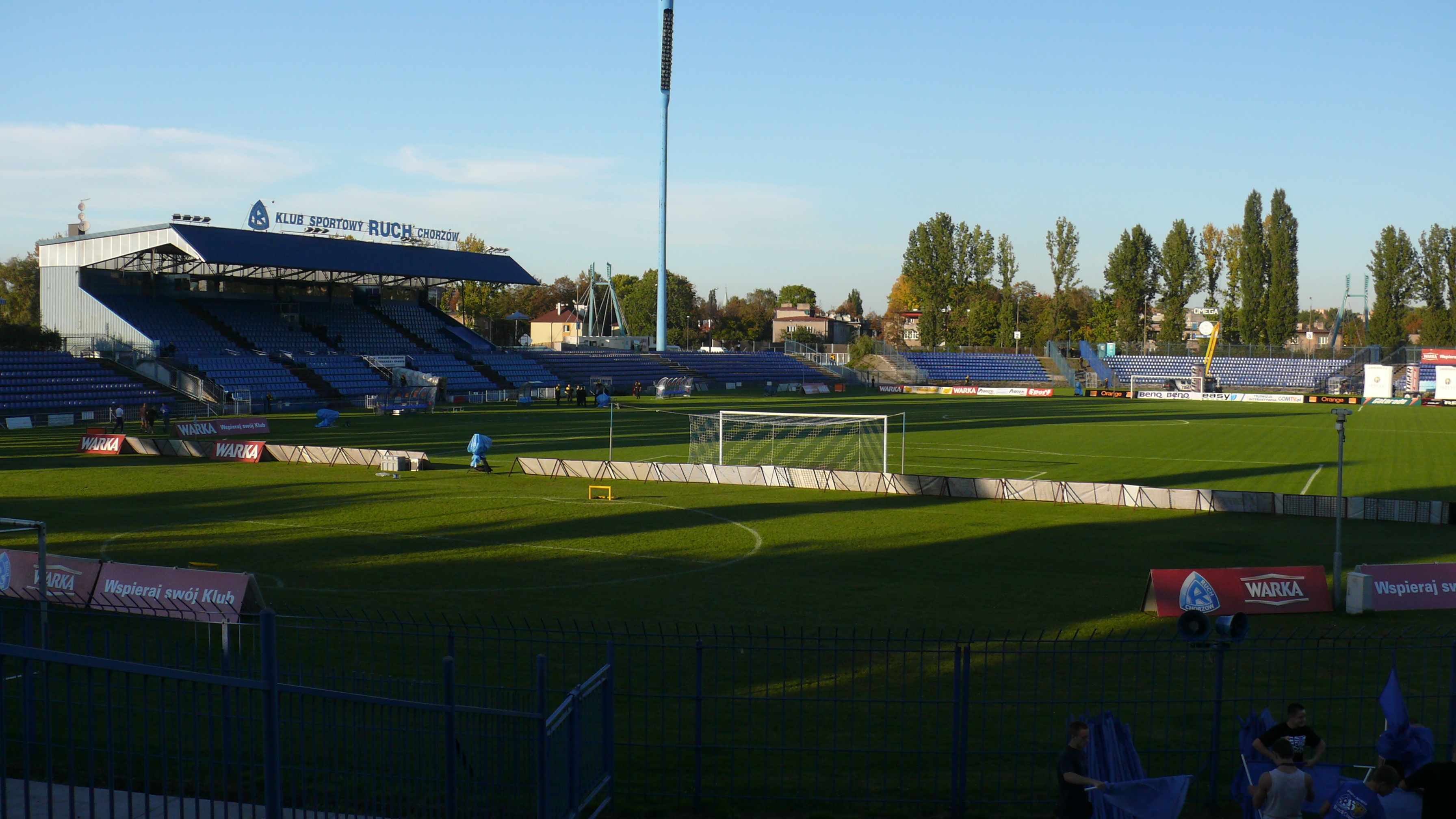
Stadion Miejski